# Maski
Maski es una ciudad de la India en el distrito de Raichur, estado de Karnataka.

## Geografía
Se encuentra a una altitud de 438 m s. n. m. a 438 km de la capital estatal, Bangalore, en la zona horaria UTC +5:30.

## Demografía
Según estimación 2011 contaba con una población de 22 375 habitantes.